# Џоди Шектер
Џоди Шектер (енгл. Jody David Scheckter, 1950-) је јужноафрички возач формуле 1 и освајач шампионске титуле 1979. године.